# Wendlandia arabica
Wendlandia arabica är en måreväxtart som beskrevs av Albert Deflers. Wendlandia arabica ingår i släktet Wendlandia och familjen måreväxter. IUCN kategoriserar arten globalt som nära hotad.

## Underarter
Arten delas in i följande underarter:
- W. a. aethiopica
- W. a. arabica